# 丁原

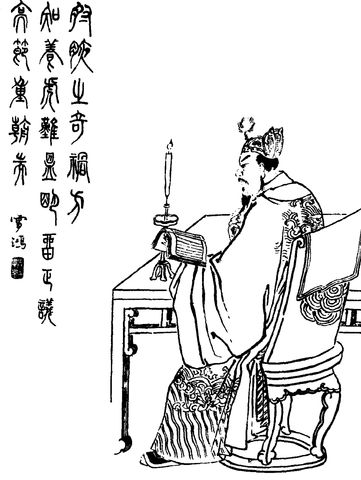
丁原

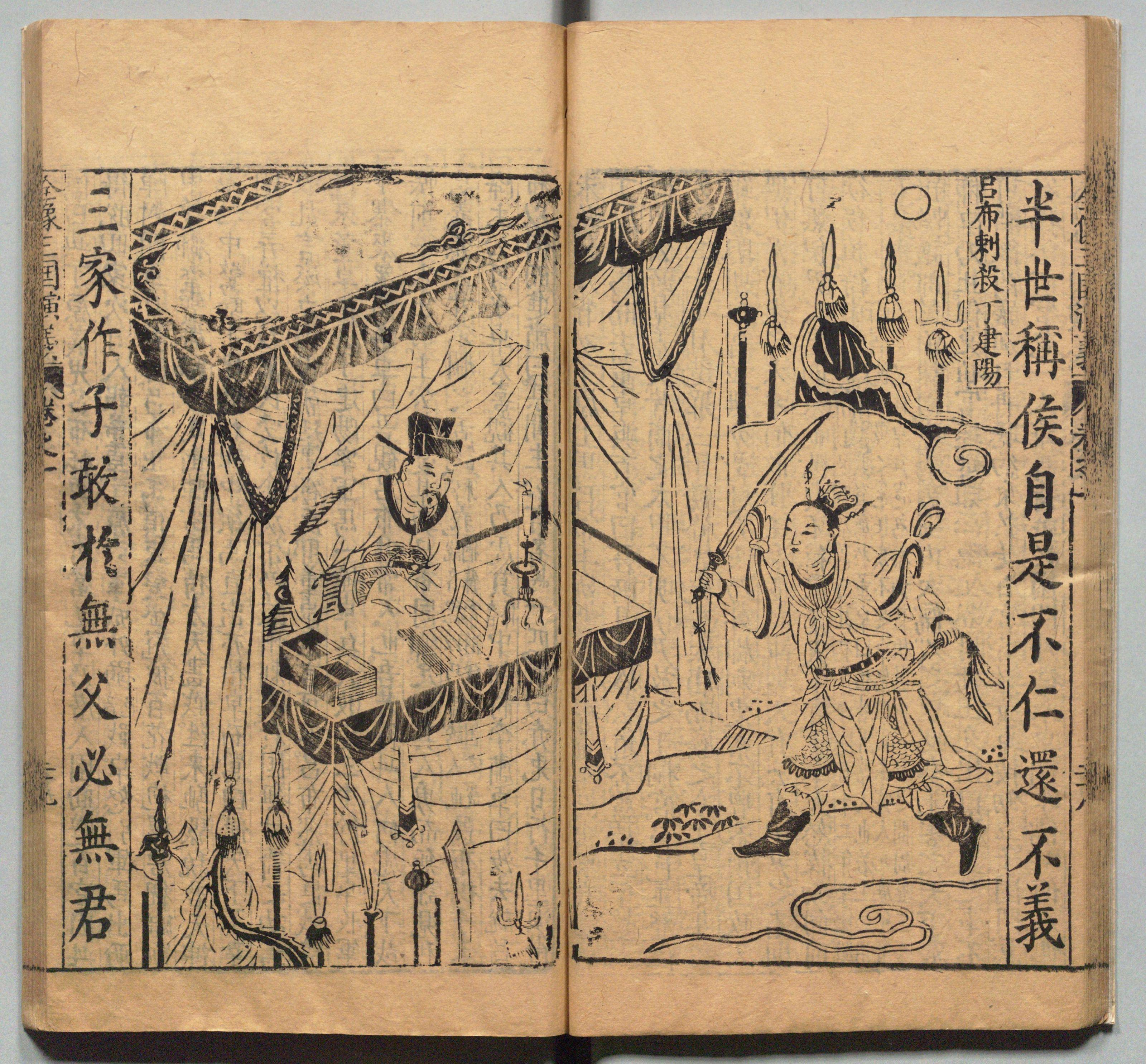
周曰校插图版《三国志通俗演义》中的吕布刺杀丁原

丁原（140年？—189年），字建陽，東漢末年的地方豪杰之一，被董卓設計由其部將呂布刺殺。拜武猛都尉，并州刺史，官至執金吾。

## 生平
丁原出身貧寒卑微，因會寫文章，年少时被任用为官吏。後為南縣吏，當有賊寇來犯時，都會身先士卒，衝出追寇。
中平五年（188年）三月，休屠各胡在并州胡地區域起兵叛亂，并州刺史張懿奉命領兵鎮壓叛亂失利兵敗身死，朝廷下詔讓善於領兵討寇的丁原接任并州刺史，上任後收編從并州北境內遷避亂的殘軍吏民，隨後轉拜騎都尉、武猛都尉，屯兵在河內郡。期間錄用以武勇聞名州里的呂布、張楊、張遼等人為麾下。
同年八月，漢靈帝頒布下達詔書至諸州郡徵募兵丁組建西園新軍，同時大將軍何進亦以府令傳達各州郡徵募兵勇，丁原接到詔令與府令後，先派遣武猛從事張楊入京謁拜上軍校尉蹇碩，張楊被蹇碩封為上軍假司馬；經由張杨探查西園軍內情得知，以袁紹為首的六名校尉（除卻蹇碩、鮑鴻）皆暗中親附何進密謀勦除宦黨，於是又遣屬下從事張遼謁拜大將軍何進，何進辟除張遼為大將軍府署兵曹掾吏。暗中與袁紹、何進聯絡密謀參與誅勦宦黨的事變行動。
中平六年（189年），漢靈帝駕崩，丁原受何進之召令，燒孟津，火照城中，帶兵到洛陽誅殺宦官，但事情被何皇后制止，轉拜為執金吾。
同年，何進被宦官密謀所殺，董卓把持朝政，為壮大自己势力，诱使呂布杀害丁原，由此董卓亦接收其士兵。
卒年推估時值昭寧元年（189年）八月二八（辛未日）至九月初一（甲戌日）間。

## 特徵
丁原為人雖然粗略，但有遠謀、武勇，善於騎射，打仗時都身先士卒。

## 部下
- 呂布，因驍勇善戰在并州任職。丁原兼任騎都尉後，在河內駐守並任命呂布為主簿，對他相當器重。漢靈帝駕崩後，丁原進京與大將軍何進密謀誅殺宦官，丁原受朝廷任命為執金吾。何進被殺、董卓入京後，誘使呂布殺害丁原。
- 張楊，以武勇見稱，被丁原封為武猛從事。漢靈帝組建西園軍，丁原響應西園軍上軍校尉蹇碩呼籲，派張楊為蹇碩部下，被蹇碩封為假司馬。丁原身亡後，率領丁原舊部兵馬依北奔上黨、河內。
- 張遼，因勇力過人，被丁原召為從事，命他帶兵往赴京都。後受命前往冀州募兵，歸來時丁原已遭董卓謀害身亡，率部歸附董卓麾下。

## 评价
- 王粲《英雄记》：“为人粗略，有武勇。”

## 影视
- 香港亚洲电视剧《貂蝉》 （1987年）：林照雄
- 中國大陸中央電視台電視劇《三國演義》（1994年）：芮丽容
- 台灣華視電視劇《關公》（1996年）：金石
- 中國大陸電視劇《呂布與貂蟬》（2001年）：孙飞虎

## 動漫
- 漫畫《火鳳燎原》（陳某）、火鳳燎原外傳小說《奉先》（王貽興）：漫畫劇情已死僅名字提及，於外傳小說登場，借助替身廣收義子為己用籍此派出潛伏敵對勢力待時機成熟時再收拾敵對勢力等計謀行徑，使部下呂布、張遼和數十年後的鄧艾[12]所模仿，如實史般死於呂布之手。